# Charles Austen
Charles John Austen (23. června 1779, Steventon, Anglie – 7. října 1852, Prome, Barma (dnes Pyay, Myanmar) byl britský admirál. U královského námořnictva sloužil od dětství, jako nižší důstojník vynikl ve válkách proti revoluční Francii a napoleonských válkách. V roce 1840 byl povýšen na kontradmirála a svou kariéru zakončil jako vrchní velitel u břehů Číny (1850–1852), kde během anglo-barmské války zemřel na choleru. Jeho starší sestrou byla spisovatelka Jane Austenová.

## Životopis
Narodil se jako nejmladší syn reverenda George Austena (1731–1805) a jeho manželky Cassandry, rozené Leighové (1739–1827). V roce 1791 vstoupil na Royal Naval Academy v Portsmouthu a aktivní službu zahájil jako praporčík v roce 1794. Bojoval ve francouzských revolučních válkách a kromě účasti ve velkých bitvách proslul několika dobrodružnými akcemi podniknutými jen s hrstkou mužů. V roce 1804 byl povýšen na komandéra a dalších pět let strávil službou u břehů severní Ameriky. V roce 1810 dosáhl hodnosti kapitána a v závěru napoleonských válek operoval u břehů Itálie. Později se s admirálem Pellewem podílel na bojích proti pirátům v severní Africe. Kvůli aktivitám mimo své kompetence v Malé Asii byl postaven před válečný soud, který jej sice osvobodil, ale následujících deset let zůstal mimo aktivní službu Po roce 1826 sloužil na Jamajce, kde byl zástupcem vrchního velitele a bojoval proti obchodu s otroky. Po zranění v roce 1830 byl nějakou dobu mimo aktivní službu. V roce 1840 během nevyhlášené války bombardoval pobřeží Egypta, což souviselo se snahou omezit expanzi Muhammada Alího. Za zásluhy obdržel v roce 1840 Řád lázně a v roce 1846 dosáhl hodnosti kontradmirála. V letech 1850–1852 byl vrchním velitelem britského loďstva v Indickém oceánu a u břehů Číny. V této funkci byl účastníkem druhé anglo-barmské války, zemřel však na choleru v Prome v Barmě (dnešní Pyay v Myanmaru).
Byl dvakrát ženatý a měl sedm dětí.
Jeho starší bratr Sir Francis Austen (1774–1865) byl též admirálem Royal Navy. Z dalších početných sourozenců měl Charles blízký vztah se sestrou, slavnou spisovatelkou Jane Austenovou. Jeho zkušenosti z námořní služby posloužily jako inspirace k části románu Mansfieldské panství.